# Plausibilité (sécurité)
Pour les articles homonymes, voir plausibilité.
Dans le domaine de la sécurité, la plausibilité  quantifie l'imminence de la réalisation d'une menace (threat) sur une vulnérabilité (vulnerability).
Habituellement la plausibilité se différencie de la probabilité dans le fond et dans la forme.
- Dans le fond, parce que la probabilité quantifie des évènements qui peuvent être essayés un nombre infini de fois, alors que la plausibilité  quantifie des évènements dont personne n'a parfois la moindre évidence d'une fréquence de répétition
- Dans la forme, car la probabilité est traitée par l'analyse, alors que la plausibilité peut avoir recours à d'autres formalismes, comme la logique floue.